# Brucheville
Brucheville ist eine Ortschaft und Commune déléguée in der französischen Gemeinde Carentan-les-Marais mit 130 Einwohnern (Stand: 1. Januar 2022) im Département Manche in der Region Normandie.

## Geografie
Brucheville liegt auf der Halbinsel Cotentin im Regionalen Naturpark Marais du Cotentin et du Bessin, 5,1 Kilometer südwestlich von Utah Beach, 30 Kilometer nordwestlich von Saint-Lô und 8,1 Kilometer nordöstlich von Carentan. Das Flüsschen Escalgrain, die Douve und die Grèves passieren das Gemeindegebiet. Die Ortschaft ist eine Streusiedlung.

## Geschichte
Die 101. US-Luftlandedivision landete am 6. Juni 1944 nördlich von Carentan. Südlich von Brucheville stießen die amerikanischen Truppen auf Widerstand, trotzdem nahmen sie in der Nacht vom 6. zum 7. Juni Brucheville ein und richteten dort einen temporären Flugplatz ein, der der 36th Fighter Group (36. Jägergruppe) vom 5. bis zum 27. August 1944 als Basis diente. Am 5. September 1944 wurde das Flugfeld geschlossen. 1990 wurde dort ein Denkmal für die 36. Jägergruppe errichtet.
Zum 1. Januar 2019 wurde Brucheville in die Commune nouvelle Carentan-les-Marais eingegliedert. Sie ist seitdem eine Commune déléguée.

## Sehenswürdigkeiten
Die Mairie (Bürgermeisterei) von Brucheville wurde im 17. Jahrhundert erbaut. 
Die Pfarrkirche Saint-Hilaire wurde im 12. Jahrhundert erbaut, aus jener Zeit sind das Kirchenschiff und der Glockenturm erhalten geblieben. Das westliche Portal wurde im 14. Jahrhundert eingerichtet, die Tür im Glockenturm trägt die Jahreszahl 1617. In der ersten Hälfte des 18. Jahrhunderts wurde das Kirchenschiff restauriert. 1954 wurde die Kirche teilweise als Monument historique (historisches Denkmal) klassifiziert. Auf dem Friedhof der Kirche steht ein Friedhofskreuz aus dem 15. Jahrhundert.

## Wirtschaft
Das Bild der Ortschaft ist von Weiden und Äckern geprägt. Bedeutende Erwerbszweige in Brucheville sind Futtermittelherstellung und die Zucht von Hausrindern und Hausschafen.